# 페랄리오
페랄리오(스페인어: Peralillo)는 칠레 리베르타도르헤네랄베르나르도오이긴스 주 콜차과 현의 코무나이다.